# Srážení mléka
Ke srážení mléka může docházet samovolně, činností mikroorganismů, které se do mléka dostávají například po otevření láhve. Tento proces je ale velmi pomalý, v laboratořích se proto provádí pomocí kyselin – typickou je kyselina octová (ředěná – 8%), která mléko oddělí na dvě složky rozdílné konzistence – tuhou sýřeninu a mléčné sérum (syrovátka). Hlavním proteinem kravského mléka je kasein, protein nezávislý na teplotě (proto můžeme mléko ohřívat), ale náchylný na změnu pH prostředí – to umožňuje výrobu tvarohů, sýrů apod.